# Luísa Constantina
Luísa Constantina de Ataíde da Costa Gomes (Ponta Delgada, 30 de agosto de 1941 — Ponta Delgada, 31 de dezembro de 1990), mais conhecida por Luísa Constantina, foi uma escultora e professora de arte, que se notabilizou pela utilização de materiais vulcânicos na criação de uma linha escultórica distinta, onde avultam as figuras monolíticas de pedra basáltica. Foi filha da pintora Maria Luísa Ataíde e neta de Luís Bernardo Leite de Ataíde.
Está representada, entre outros, no Museu Regional Carlos Machado, em Ponta Delgada.